# Kölcsönható galaxis

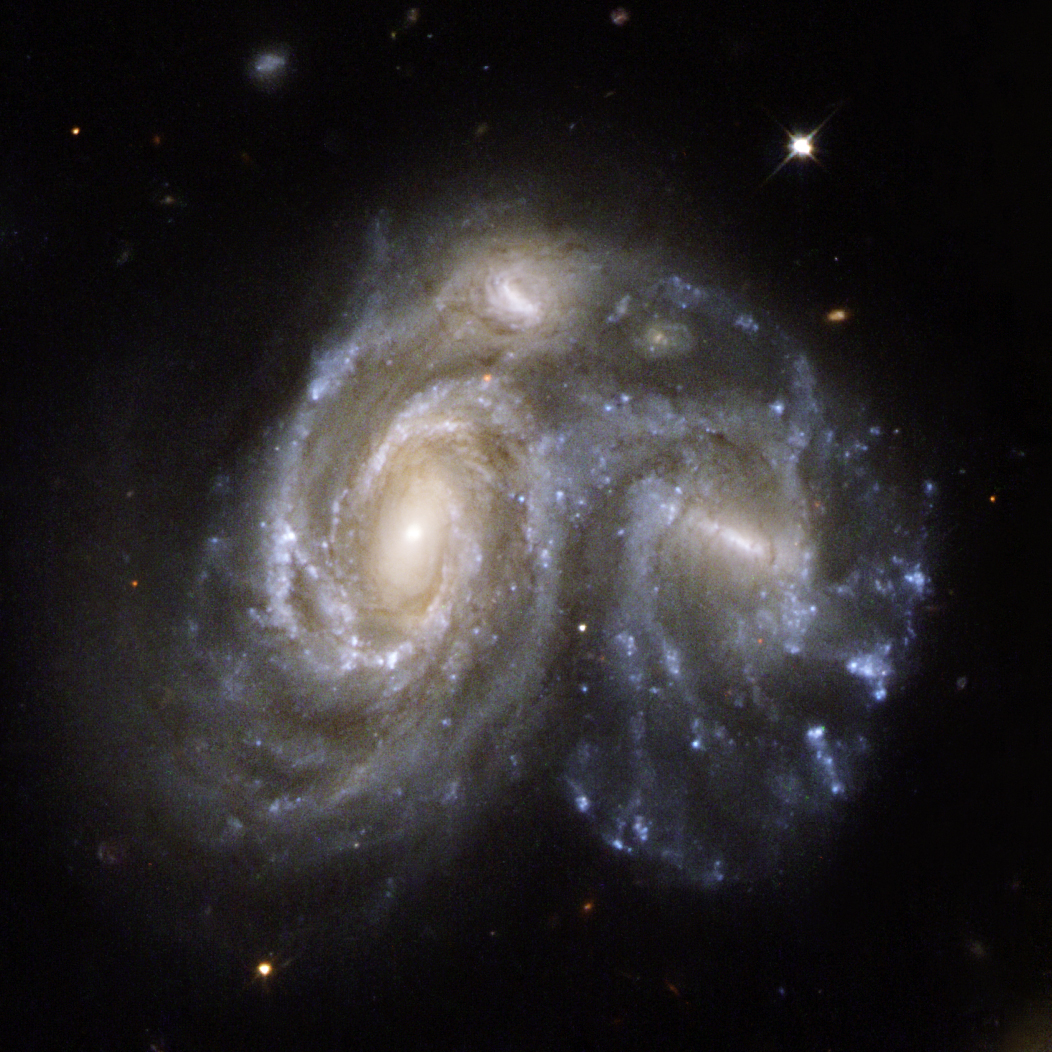
Az NGC 6050 - IC 1179 kölcsönható galaxispár

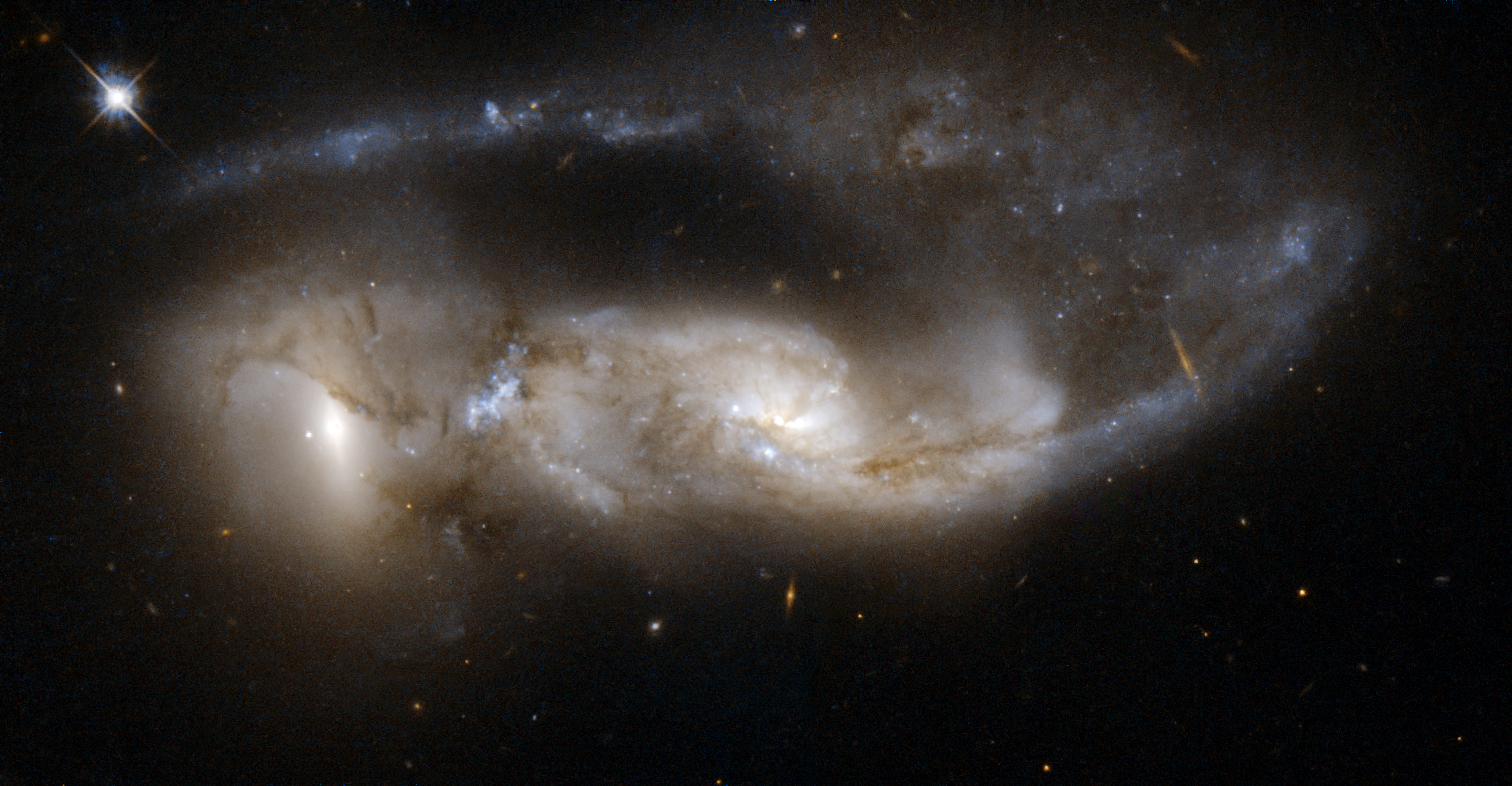
Az NGC 6621 - NGC 6622 kölcsönható galaxispár. A galaxisok mögött („fölött”) hosszú árapálycsóva van.

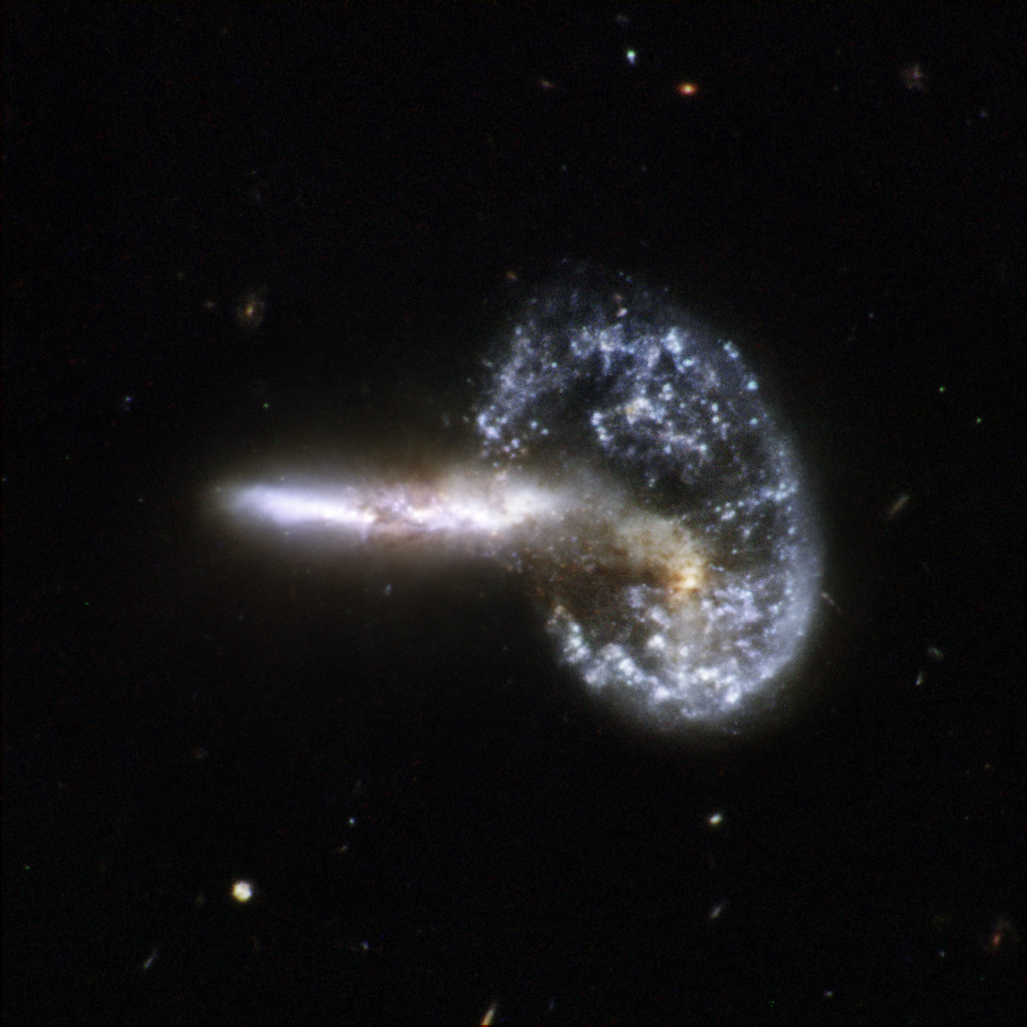
Az Arp 148 kölcsönható galaxispár, melynek egyik tagja az ütközés miatt gyűrűs galaxissá alakult.

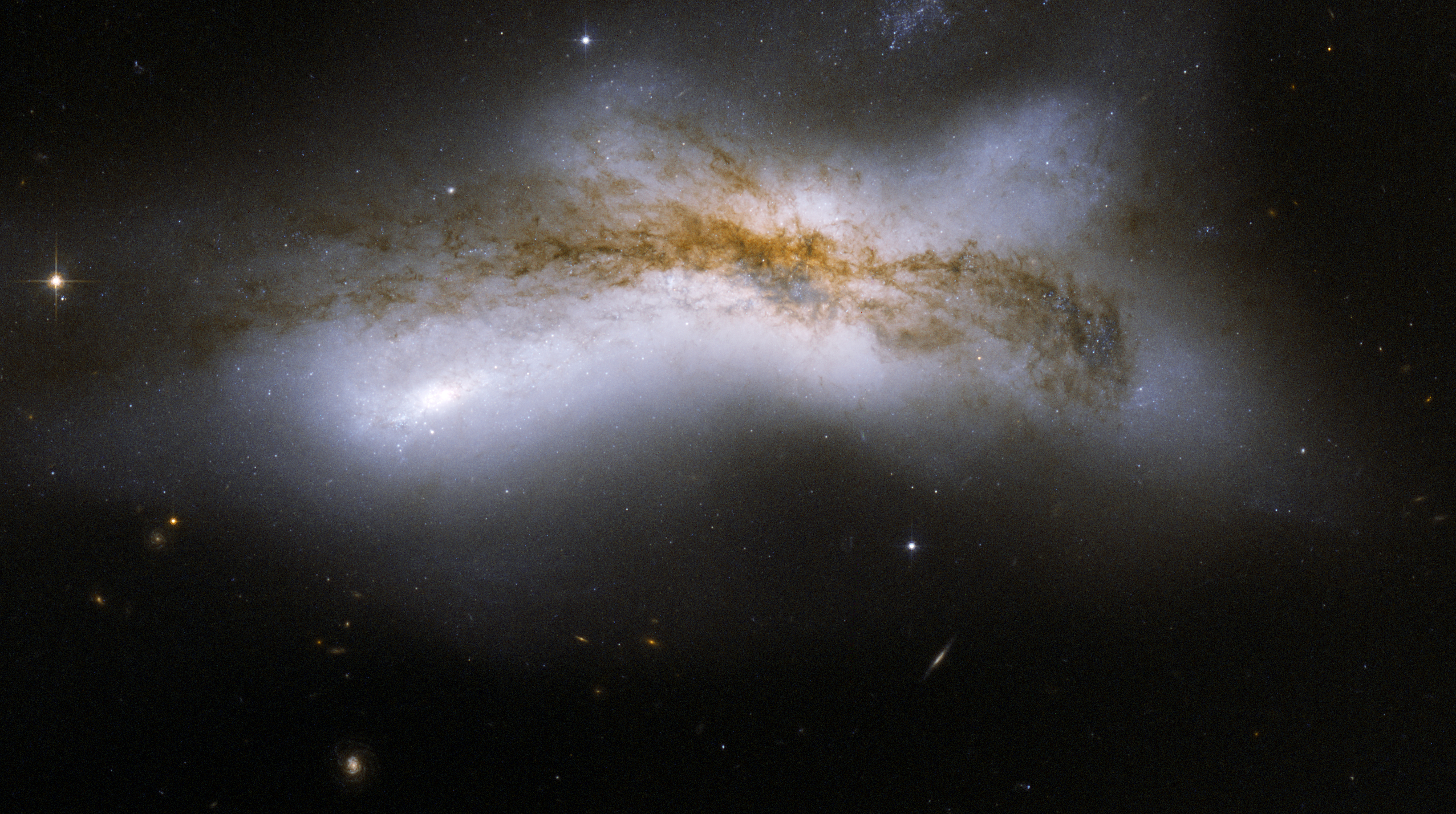
A két galaxis egyesülésének késői fázisában lévő NGC 520

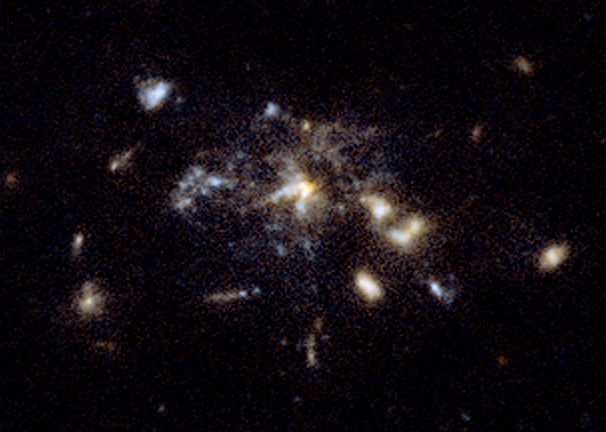
Az igen távoli MRC 1138-262 (Pókháló-galaxis), mely valójában több apró, ütköző galaxisból áll. A Világegyetem korai korszakában a galaxisok egyesülése sokkal gyakoribb volt, mint napjainkban, amikorra a Világegyetem tágulása miatt eltávolodtak egymástól.

A kölcsönható (vagy ütköző) galaxis olyan galaxis, melyre egy másik galaxis gravitációja hatást gyakorol, mert közel került hozzá. Mivel a galaxisok a közöttük lévő távolsághoz viszonyítva viszonylag nagyok, az ütközések sem ritkák közöttük (például a csillagok ütközése ennél sokkal ritkább, szinte soha elő nem forduló esemény). Korábban a galaxisok ütközését érdekes, de nem különösebben fontos jelenségnek tartották, napjainkra azonban kiderült, hogy az ütközések a galaxisok fejlődésének fontos állomásai, az általuk kiváltott nagyszámú szupernóva pedig a többek között az élethez is szükséges nehéz elemek fő forrása.
A kölcsönható galaxisok alakja jól láthatóan torz, egymás körüli, egyre szorosabb keringésük nyomán árapálycsóvák jelennek meg pályájukon előttük és mögöttük. A galaxisokban lévő csillagközi gáz összenyomódik és felforrósodik, emiatt robbanásszerű gyorsasággal indul be ezeken a területeken a csillagkeletkezés, az ilyen galaxisok a csillagontó-galaxisok.

## Az ütközés folyamata
Az első megközelítés során a két galaxis elhalad egymás mellett, viszonylag ritka anyaguk miatt az is előfordul, hogy áthatolnak egymáson, de eközben egyrészt megnyúlnak, másrészt lelassulnak, így egyre közelebbi pályán kezdenek egymás körül keringeni, majd a két galaxis teljesen összeolvad. A teljes folyamat több milliárd évig is eltarthat, ez a Világegyetem életkorával (13,72 milliárd év) összemérhető időtartam.

### A szupermasszív fekete lyukak összeolvadása
Az összeolvadt galaxis magjában a két eredeti galaxis központi szupermasszív fekete lyuka keringése közben egyre közelebb kerül egymáshoz, mert a közelükben elhaladó csillagokat kidobálják a galaxisközi térbe (dinamikai súrlódás során). A fekete lyukak eközben nagy mennyiségű gázanyagot nyelnek el akkréciós korong formájában, ennek egy részét, relativisztikus anyagsugár formájában visszajuttatják a galaxisközi térbe.
A fekete lyukak egyesülésekor igen nagy mennyiségű energia szabadul fel, néhány órára a galaxismag fényessége a Világegyetem összes csillagának együttes fényével vetekedhet. Az egyesüléskor emellett igen erős gravitációs hullámok is felszabadulnak. Gázban gazdag galaxisokban egymást megközelítő fekete lyukak akkréciós korongjainak, és így forgástengelyének síkja egymáshoz rendeződik, és így történik meg a fekete lyukak egyesülése, az ekkor keletkező új fekete lyuk viszonylag nyugalomban marad. Gázban szegény galaxisban az akkréciós korongok síkjai nem rendeződnek, emiatt a keletkező fekete lyuk aszimmetrikusan bocsát ki gravitációs hullámokat, így a fekete lyuk igen nagy, akár 40 000 km/másodperces sebességgel kirepül a galaxis magjából a galaxisközi térbe.
Az ilyen, a központból kirepült fekete lyukak megtalálása nem reménytelen feladat: a galaxisok középpontjából valószínűleg több csillagot is magukkal ránthattak, melyek közeli pályákon, nagy sebességgel keringhetnek a fekete lyuk körül, távolról nézve ezek kis csillaghalmaznak, vagy szokatlan tulajdonságokkal bíró, szoros csillagrendszernek tűnnek.
Az ilyen, heves anyagbefogást végző fekete lyukakat tartalmazó galaxisokat nevezzük aktív galaxisoknak, magjuk az aktív galaxismag. A relativisztikus anyagsugárra való rálátás szöge alapján több típusukat különböztetjük meg, ilyenek a Seyfert-galaxisok, a kvazárok, és a blazárok.

### A kölcsönhatás nyomai később
Nagyon gyakori, hogy nagyobb galaxisok fognak be kisebb galaxisokat, ezeket néhány keringés alatt teljesen kannibalizálják. A kis galaxisból csak a pályája nyomán, az árapálycsóvából kialakuló csillagáramlat marad. Az ebben lévő csillagokról, részben mozgási tulajdonságaik, részben színképük elemzése segítségével jóval később is megállapítható, hogy nem abban a galaxisban keletkeztek, amelyben most vannak. (A csillagok légköre, melynek összetételét a színképelemzéssel megállapítják, nem változik, a csillagot létrehozó gázfelhő anyagi összetételével azonos, ez szinte ujjlenyomatként azonosítja a csillagot.)
A Tejútrendszerünkben lévő gömbhalmazok legalább egy része valószínűleg eredetileg törpegalaxis magja volt, melyet galaxisunk elnyelt.
A Halton Arp által összeállított Különleges Galaxisok Atlasza galaxisainak nagy része kölcsönható, vagy a ütközéseken korábban átesett galaxis.